# Walter Rudin
Walter Rudin (Vienna, 2 maggio 1921 – 20 maggio 2010) è stato un matematico statunitense.

## Biografia
Rudin nacque in una famiglia di ebrei austriaci, che era fuggita in Francia dopo l'Anschluss nel 1938. Quando la Francia si arrese alla Germania nel 1940, Rudin riuscì a fuggire in Inghilterra, e lì servì come volontario nelle Forze armate inglesi; entrato inizialmente nel Genio dell'Esercito, fu trasferito dopo poco tempo (grazie alla sua conoscenza del tedesco) nella Royal Navy, per la quale operò in qualità di traduttore/addetto alle intercettazioni, imbarcato per il resto della guerra; in tale ruolo, prese anche parte allo Sbarco in Normandia, su una nave al largo della costa.
Dopo la guerra si trasferì negli Stati Uniti, e conseguì il Ph.D. in Matematica alla Duke University, nella Carolina del Nord nel 1949.
Nel 1953 sposò la collega matematica Mary Ellen Rudin, con cui avrebbe avuto quattro figli. Si trasferì per un breve periodo al MIT e all'Università di Rochester. In seguito divenne professore all'Università del Wisconsin, concludendo la sua carriera 32 anni dopo come Professore Emerito dello stesso ateneo. Visse a Madison (Wisconsin), in una casa costruita dall'architetto Frank Lloyd Wright.
Morì il 20 maggio 2010, per complicazioni della malattia di Parkinson.

## Attività scientifica
Rudin si è occupato di Analisi matematica, con specifica attenzione agli ambiti dell'Analisi complessa e dell'Analisi armonica.
È particolarmente noto per tre libri di Analisi: Principles of Mathematical Analysis (in trad. it. "Principi di Analisi Matematica"), Real and Complex Analysis (in trad. it. "Analisi Reale e Complessa") e Functional Analysis ("Analisi Funzionale", mai tradotto in italiano). Il primo e il secondo sono affettuosamente chiamati Baby Rudin and Big Rudin, rispettivamente.

## Opere
- Principles of Mathematical Analysis.
  - Principi di analisi matematica, collana: Matematica e statistica, McGraw-Hill, ISBN 978-88-386-0647-2.
- Real and Complex Analysis.
  - Analisi reale e complessa, Trad. Maria Laura Vesentini - Edoardo Vesentini, Boringhieri (coll. Programma di matematica fisica elettronica), 1974 ISBN 978-88-339-5342-7.
- Functional Analysis, editore McGraw-Hill, 1º gennaio 1991.
- Fourier Analysis on Groups, editore Wiley-Interscience, 25 gennaio 1990, ISBN 978-0-471-52364-2.
- Function Theory in Polydiscs, editore W.A.Benjamin, 1969.
- Function Theory in the Unit Ball of Cn, editore Springer 2008, ISBN 978-3-540-68272-1.